# Serge Kassi
 (août 2012).
Si vous disposez d'ouvrages ou d'articles de référence ou si vous connaissez des sites web de qualité traitant du thème abordé ici, merci de compléter l'article en donnant les références utiles à sa vérifiabilité et en les liant à la section « Notes et références ».
 (juillet 2020).
Pour les personnes ayant le même patronyme, voir Kassi.
Serge Kassy est un chanteur de reggae ivoirien, né en 1962 à Treichville.

## Biographie
Aîné d’une grande famille, Serge Kassy est né en 1962 à Treichville, un des quartiers d’Abidjan (Côte d’Ivoire). Il est surnommé familièrement « Sergent » (par euphonie avec Serge).
En 1980, alors étudiant, Serge Kassy crée un groupe, les Roots et fait sa première apparition comme auteur interprète. Entre 1980 et 1989, il participe à des concours nationaux de musique organisés par la radio et la télévision ivoirienne : Radio Vacances, Vacances Culture et Podium.
En 1990, Serge Kassy lance son premier album, I’m Proud, qui le consacre comme l'idole des jeunes. Avec plus de 100 000 exemplaires vendus en Côte d'Ivoire, et un chiffre estimé à plus de 300 000 sur le marché parallèle, cet album figure parmi les meilleures ventes de l'histoire du pays. Lauréat du meilleur clip africain avec John Bri aux African Awards en 1990, Serge Kassy mettra successivement sur le marché Cabri mort, Jésus, Mougou Man et Au nom de Dieu, qui connaîtront des succès sur le marché discographique. À l’image de Burning Spear, Peter Tosh et Bob Marley, il accorde au message une place prépondérante, chante la cause du peuple noir, ses détresses, ses interrogations, ses espoirs et ses révoltes. I’m proud, Sécurité Sociale, Liberté, Payez vos impôts, Min révolté, Au secours sont ancrés dans la réalité sociale africaine.
Dès 2002, il s'engage pour revendiquer la souveraineté de la Côte d'Ivoire, aux côtés de Charles Blé Goudé.
Après s'être exilé en France pendant six ans, Serge Kassy décide de regagner, en 2017, sa terre natale avec un nouvel album dénommé Loin des miens. Il annonce par la même occasion qu'il rendra visite au président Laurent Gbagbo à la Haye.

## Discographie
- 1990 : I’m proud
- 1993 : Cabri mort
- 1995 : Live Masa "Marché des Ars et spectacle Africain"
- 1997 : Jesus
- 1999 : Live canada
- 2000 : Mougou Man
- 2003 : Au nom de Dieu
- 2007 : Best of
- 2012 : Single c’est vous
- 2017 : Loin des miens